# Bahnhof Attnang-Puchheim
Bahnhof Attnang-Puchheim vasútállomás Ausztriában, Attnang-Puchheimben.

## Vasútvonalak
Az állomást az alábbi vasútvonalak érintik:
- Westbahn
- Salzkammergutbahn

## Kapcsolódó állomások
A vasútállomáshoz az alábbi állomások vannak a legközelebb:
- Bahnhof Vöcklabruck
- Wankham railway station
- Schwanenstadt railway station
- Lehen-Altensam railway station
- Wels Hauptbahnhof
- Bahnhof Vöcklabruck

## Forgalom
| Vonatnem  | Üzemeltető | Útvonal |
| --------- | ---------- | --- |
| EuroCity  | ÖBB        | Frankfurt Hbf - Stuttgart Hbf - München Hbf - Freilassing - Salzburg Hbf - Vöcklabruck - Attnang-Puchheim - Wels Hbf - Linz Hbf                                                                             |
| Intercity | Westbahn   | Freilassing - Salzburg Hbf - Attnang-Puchheim - Wels Hbf - Linz Hbf - Amstetten - St. Pölten Hbf - Wien Westbf                                                                                              |
| InterCity | ÖBB        | Stainach-Irdning - Bad Mittendorf - Bad Ischl - Ebensee - Gmunden - Attnang-Puchheim - Wels Hbf - Linz Hbf - St. Valentin - Amstetten - St. Pölten Hbf - Wien Westbf                                        |
| InterCity | ÖBB        | Salzburg Hbf - Attnang-Puchheim - Wels Hbf - Linz Hbf - St. Valentin - Amstetten - St. Pölten Hbf - Wien Westbf                                                                                             |
| InterCity | ÖBB        | Saalfelden - Zell am See - Bischofshofen - Salzburg Hbf - Attnang-Puchheim - Wels Hbf - Linz Hbf - St. Valentin - Amstetten - St. Pölten Hbf - Wien Westbf                                                  |
| InterCity | ÖBB        | Klagenfurt Hbf - Villach Hbf - Bischofshofen - Salzburg Hbf - Attnang-Puchheim - Wels Hbf - Linz Hbf - St. Valentin - Amstetten - St. Pölten Hbf - Wien Westbf                                              |
| InterCity | ÖBB        | Innsbruck Hbf - Salzburg Hbf - Attnang-Puchheim - Wels Hbf - Linz Hbf - St. Valentin - Amstetten - St. Pölten Hbf - Wien Westbf                                                                             |
| InterCity | ÖBB        | Innsbruck Hbf - Jenbach - Wörgl Hbf - Kufstein - Saalfelden - Zell am See - Bischofshofen - Salzburg Hbf - Attnang-Puchheim - Wels Hbf - Linz Hbf - St. Valentin - Amstetten - St. Pölten Hbf - Wien Westbf |
| InterCity | ÖBB        | Bregenz - St. Anton am Arlberg - Landeck-Zams - Innsbruck Hbf - Salzburg Hbf - Attnang-Puchheim - Wels Hbf - Linz Hbf - St. Valentin - Amstetten - St. Pölten Hbf - Wien Westbf                             |
| EuroNight | MÁV        | München Hbf - Salzburg Hbf - Attnang-Puchheim - Wien Westbf - Budapest Keleti pályaudvar |
| EuroNight | MÁV        | Zürich HB - Innsbruck Hbf - Salzburg Hbf - Attnang-Puchheim - Wien Westbf - Budapest Keleti pályaudvar |
| EuroNight | ÖBB        | Velence - Villach Westbf - Salzburg Hbf - Attnang-Puchheim - Wien Westbf |
| EuroNight | ÖBB        | Bregenz - St. Anton am Arlberg - Landeck-Zams - Innsbruck Hbf - Salzburg Hbf - Attnang-Puchheim - Wien Westbf                                                                                               |
| Regional  | ÖBB        | Salzburg Taxham Europark - Salzburg Hbf - Steindorf bei Straßwalchen - Vöcklabruck - Attnang-Puchheim - Wels Hbf - Linz Hbf                                                                                 |
| Regional  | ÖBB        | Kammer-Schörfling - Lenzing - Vöcklabruck - Attnang-Puchheim |
| Regional  | ÖBB        | Obertraun Dachsteinhöhlen - Hallstadt - Bad Goisern - Bad Ischl - Ebensee - Gmunden - Attnang-Puchheim (- Wels Hbf - Linz Hbf)                                                                              |
| Regional  | ÖBB        | (Schärding - Suben -) Ried im Innkreis Bad - Ried im Innkreis - Eberschwang - Ottnang-Wolfsegg - Attnang-Puchheim                                                                                           |
| Regional  | ÖBB        | Freilassing - Salzburg Hbf - Steindorf bei Straßwalchen - Vöcklabruck - Attnang-Puchheim - Wels Hbf - Linz Hbf                                                                                              |